# 2670 Чувашія
2670 Чувашія (2670 Chuvashia) — астероїд головного поясу, відкритий 14 серпня 1977 року.
Тіссеранів параметр щодо Юпітера — 3,175.